# أرلين آيسنبرج
أرلين آيسنبرج (بالإنجليزية: Arlene Eisenberg)‏ هي كاتِبة أمريكية، ولدت في 8 يونيو 1934 في نيويورك في الولايات المتحدة، وتوفيت في 8 فبراير 2001.